# Professor Pip
|  | Denne artikel er oprettet af botten PalnaBot ud fra en ekstern database. Den kan derfor have sproglige fejl eller mangler. Denne skabelon kan fjernes efter kontrol af indholdet. |

Professor Pip er en film instrueret af Bjørn Bjørnson.

## Handling
Professor Pips kone skal ud at rejse, men kufferten er gået i baglås, og professoren sendes afsted for at hente en smed. Han glemmer sit ærinde undervejs, da han lader sig distrahere af omgivelserne.